# Gaultheria wardii
Gaultheria wardii là một loài thực vật có hoa trong họ Thạch nam. Loài này được C.Marquand & Airy-Shaw mô tả khoa học đầu tiên năm 1929.